# Martin Bouquet
Martin Bouquet (Amiens, França, 6 de Agosto de 1685 - Monastério de Blancs-Manteux, Paris, França, 6 de Abril de 1754) foi um beneditino e historiador francês da Congregação de Saint-Maur.
Quando criança ele resolveu entrar para o sacerdócio secular. Subseqüentemente, no entanto, não desejando expor sua alma aos perigos do mundo, ele resolveu se tornar um beneditino. A Congregação de Saint-Maur estava então na sua condição mais próspera. Bouquet se uniu a essa congregação e prestou juramento no monastério de Saint-Faron, em Meux, em 16 de Agosto de 1706.
Em pouco tempo depois após se tornar um beneditino seus superiores o indicaram como bibliotecário do monastério de Saint-Germain-des-Prés que na época possuía uma biblioteca de 60.000 livros e 8.000 manuscritos. Sendo bem versado na língua grega, Bouquet foi de grande auxílio ao seu colega Bernard de Montfaucon, na sua edição dos trabalhos de São Crisóstomo. Ele mesmo estava preparando uma nova edição do historiador judeu, Flávio Josefo, e já havia progredido bastante em seu trabalho quando ele ouviu que o escritor holandês Sigebert Haverkamp estava engajado em uma nova edição do mesmo autor. Ele imediatamente enviou todo o material que havia coletado a Haverkamp, material que foi incorporado à sua edição. O mairo trabalho de Bouquet, no entanto, é a sua coleção dos historiadores da Gália e França, intitulada: Rerum Gallicarum et Francicarum Scriptores.
Tentativas de coletar as fontes da história francesa têm sido feitas em várias épocas. Dessa forma Pierre Pithou (morto em 1596) coletou algum material, e André Duchesne (morto em 1640) havia iniciado um trabalho intitulado Historiæ Francorum Scriptores, a ser publicado em 24 volumes, mas morreu antes de terminar o quinto volume. Colbert, o grande ministro das finanças francês, pediu que o trabalho de Duchesne continuasse às custas do Estado, mas ele morreu em 1683 sem encontrar um historiador adequado para completar o que Duchesne havia começado.
Em 1717, D'Aguesseau, então chanceler, confoiu ao beneditino Edmond Martène o esbiço de um novo plano para o trabalho. O projeto foi aceito e o oratoriano LeLong que havia justamente terminado seu "Bibliothèque historique de la France" recebeu a tarefa.
A Congregação de Saint-Maur então tomou para si a publicação do trabalho. Dionísio de Sainte-Marte, que era então o superior-geral da congregação, colocou Bouquet como responsável pela tarefa. Como os cinco volumes de Duchesne haviam se tornado raros, Bouquet iniciou um trabalho inteiramente novo e teve os dois primeiros volumes prontos para impressão em 1729, mas sua publicação atrasou. Alguns monges da Congregação de Saint-Maur se recusaram a se submenter à Bula Unigenitus que era dirigida contra Quesnel. Bouquet se submeteu após alguma hesitação. Quando, contudo, o cardeal De Bissy solicitou aos monges de Saint-Germain-des-Prés que assinassem uma fórmula de submissão redigida por ele, Bouquet e sete outros recusaram-se a assinar por que De Bissy, era meramente abade provisório de Saint-Germain-des-Prés, não tendo jurisdição espiritual sobre os monges.
Bouquet foi banido para o monastério de Saint-Jean, em Lâon, mas em 1735, D'Aguesseau e algumas outras pessoas influentes conseguiram trazê-lo de volta a Argenteuil, e mais tarde para Blancs-Manteaux, onde ele poderia mais facilmente supervisionar a publicação de seu trabalho. Ele lançou oito volumes entre 1738 e 1752. A maior parte do material para o nono volume estava pronto quando Bouquet faleceu (1754), depois de receber a extrema unção da Igreja.
Os oito volumes publicados englobam as fontes da história da França dos primeiros dias até o ano de 987. O trabalho foi continuado por outros membros da Congregação de Saint-Maur na seguinte ordem: os volumes IX e X foram publicados por dois irmãos, John e Charles Haudiquier; volume XI, por Housseau, Précieux e Poirier; volumes XII e XIII por Clément e Brial; volumes XIV a XVIII por Brial. Os cinco volumes restantes foram publicados pela Académie des Inscriptions et Belles-Lettres, que completou o trabalho em 1876.
Uma nova edição em 25 volumes, sob responsabilidade de Léopold Victor Delisle, membro da Académie des Inscriptions, chegou ao vigésimo-quarto volume.